# Brémy

Poloha města (červeně) v rámci spolkové země Svobodné hanzovní město Brémy

Brémy jsou město na severozápadě Německa, ležící na řece Vezeře. Jsou hlavním i největším městem spolkové země Svobodné hanzovní město Brémy, k níž mimo Brém náleží ještě přístav Bremerhaven. 
Od 1. dubnu 1938 je na základě nacistického Nařízení o zavedení německého obecního zákoníku v obcích venkovské oblasti Brém  Oblast zámořského přístavu Bremerhaven (Stadtbremisches Überseehafengebiet Bremerhaven) součástí Brém též Oblast zámořského přístavu Bremerhaven (Stadtbremisches Überseehafengebiet Bremerhaven), přímo sousedící s městem Bremerhavenem a tvořící tak exklávu města Brémy. K 1. listopadu 1939 bylo území města Brémy na základě Čtvrtého nařízení o rekonstrukci Říše rozšířeno o několik obcí patřících do té doby k pruské provincii Hannoversku.
K 31. 12. 2023 žilo v Brémách 584 332 obyvatel.

## Turistické zajímavosti

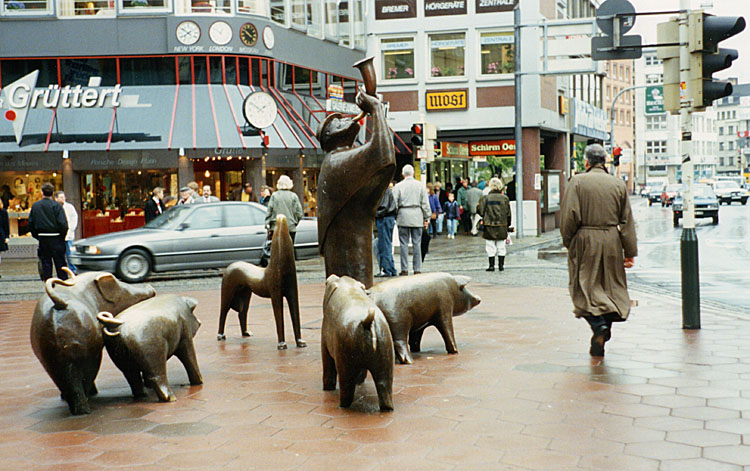
Sousoší prasat v Brémách

Historické jádro města má oválný tvar – na jedné straně je ohraničeno řekou Vezera (Weser), na druhé ho ohraničuje park vzniklý po zbourání barokních hradeb a vodní příkop ve tvaru hvězdy. V parku se nalézá i zachovalý větrný mlýn, ve kterém je dnes kavárna. Středem města je náměstí (Marktplatz), které je obklopeno výstavnými měšťanskými domy a celou řadou dominantních budov: radnicí s renesanční fasádou ze 17. století, dómem St. Petri s vysokými věžemi, které tvoří panorama města, a renesančním kupeckým domem Schütting. Významnou památkou náměstí je desetimetrová socha rytíře Rolanda stojící před brémskou radnicí, která symbolizuje nezávislost a obchodní práva města. Socha Rolanda je spolu s radnicí od roku 2004 zapsaná na seznamu památek UNESCO.
Za levým rohem radnice se otvírá malé prostranství s celou řadou zajímavostí. Nachází se zde nejen informační centrum a stánky s občerstvením (typický je Bratwurst – dlouhý bílý kořeněný párek), ale i cenné památky. Dominantou je bezesporu kamenný kostel Unser Lieben Frauen Kirche s asymetrickými věžemi, který je zčásti zastíněný radnicí. Spolu s katedrálou St. Petri patří k nejstarším kostelům v Brémách. Mnohem novější památkou Brém je bronzová socha Brémských muzikantů stojící vlevo za radnicí, jež symbolizuje čtyři hrdiny – osla, psa, kočku a kohouta – pohádky bratří Grimmů. Přestože podle pohádky skupinka zvířátek do města Brémy nikdy nedorazila, stala se hlavním symbolem města, který nalezneme téměř ve všech podobách – ať už jako plyšové hračky nebo gumové bonbóny.
Další zajímavostí Brém je cihlová ulička Böttcherstrasse z let 1922 až 1931, do které se vstupuje v dolní části náměstí vedle domu Schütting. Nad vchodem do úzké cihlové uličky se nachází zlatý reliéf „světlonoš“ zobrazující archanděla Michaela bojujícího s drakem. Uvnitř uličky stojí řada obchůdků, galerií, muzeí i hospůdek. Největším lákadlem pro turisty je zvonkohra umístěná mezi štíty dvou domů, která odbíjí vždy ve 12, 15 a 18 hodin. Během hraní zvonkohry se v části domu otáčí kruhový panel a zobrazuje různé výjevy z historie. Ulička Böttcherstrasse, na jejímž konci se nachází domnělý dům Robinsona Crusoea, pokračuje na nábřeží řeky Vezery.
Na nábřeží Vezery „Die Schlachte“ se nachází široká promenáda pro pěší i cyklisty, při níž jsou zakotveny lodě, např. historické plavidlo Admirál Nelson, nabízející i ubytování a stravovací služby. Směrem po proudu leží řada restaurací se zahrádkami, kde to zejména v podvečer a večer kypí životem. Naproti zmíněným restauracím na opačném břehu Vezery se nachází pivovar Becks.
Zajímavou částí Brém je čtvrť Schnoor vzniklá na místě původních slumů, kterou tvoří pár úzkých křivolakých uliček seskupených kolem stejnojmenné hlavní ulice Schnoor. Dnes je místem obchůdků, galerií, uměleckých dílen, restaurací a to vše spolu s malými hrázděnými domečky vytváří řadu malebných zákoutí.

## Památky a významné objekty
- Socha Rolanda
- Dóm sv. Petra
- gotická radnice
- Univerzita Brémy
- Socha čtyř muzikantů z Brém
- Focke-Museum
- Übersee-Museum
- Fallturm Bremen
- Böttcherstraße
- Schnoor
- Viertel
- Ponorkový bunkr Valentin

## Školství
Město má tři vysoké školy, státní univerzita byla založena roku 1971, dále to je státní vysoká škola pedagogická a privátní vysoká škola.

## Sport
Ve městě sídlí fotbalový klub Werder Brémy.

## Významní rodáci
- Karl Abraham, německý psychoanalytik
- Heinrich Georg Barkhausen, německý fyzik
- Jan Böhmermann, německý komik a televizní moderátor
- Jens Böhrnsen, německý politik (SPD)
- Karl Carstens, německý politik, spolkový prezident
- Bodo Ebhardt, německý architekt a restaurátor
- Gesche Gottfried, německá sériová vražedkyně
- Ernst Hoppenberg, německý plavec
- Hanna Johansen, švýcarská spisovatelka
- Erich Koch-Weser, německý politik (DDP)
- Heinrich Wilhelm Olbers, německý astronom a lékař
- Claus Peymann, německý divadelní režisér
- Dora Ratjenová, sportovec, který se účastnil olympiády v Berlíně jako žena
- Sven Regener, německý hudebník a spisovatel
- Hans Scharoun, německý architekt
- Theodor Siebs, německý germanista a fonetik, autor ideální výslovnosti němčiny
- Ludwig Georg Treviranus, německý inženýr, působící v českých zemích
- Jürgen Trittin, německý politik, bývalý ministr životního prostředí
- Heinrich Vogeler, německý malíř, grafik, architekt, designér, pedagog, spisovatel a socialista
- Georg Wulf, německý průkopník letectví
- Adolf Ziegler, německý malíř

## Partnerská města
- Bratislava, Slovensko, 1989
- Corinto, Nikaragua, 1989
- Ta-lien, Čína, 1985
- Durban, Jihoafrická, 2011
- Gdaňsk, Polsko, 1976
- Haifa, Izrael, 1988
- Izmir, Turecko, 1995
- Riga, Lotyšsko, 1985
- Rostock, Německo, 1987